# 84 Virginis
84 Virginis är en dubbelstjärna i Jungfruns stjärnbild. Komponenterna är en gul jätte och en gul underjätte.
Stjärnan har visuell magnitud +5,35 och synlig för blotta ögat vid någorlunda god seeing. Den befinner sig på ett avstånd av ungefär 240 ljusår.